# مجموعه باز

در شکل، مجموعه نقاط (x, y) که در x^{۲} + y^{۲} < r^{۲} صدق می‌کنند با رنگ قرمز مشخص شده که تشکیل یک مجموعهٔ باز را می‌دهد. (x, y)هایی که در x^{۲} + y^{۲} = r^{۲} صدق می‌کنند نیز نقاط مرزی هستند که با رنگ آبی مشخص شده‌اند. اجتماع نقاط آبی (نقاط مرزی) و نقاط قرمز (مجموعه باز) تشکیل یک مجموعه بسته می‌دهد.

مجموعه باز مجموعه‌ای است که هیچ یک از نقاط مرزی خود را شامل نمی‌شود. متمم هر مجموعه باز یک مجموعه بسته است و برعکس. مجموعه‌هایی هستند که نه بازند و نه بسته، یعنی نه هیچکدام و نه همهٔ نقاط مرزی خود را شامل نمی‌شوند.

## تعریف
به‌طور کلی مجموعه‌های باز به دو صورت تعریف می‌شوند. براساس تعریف نخست یک مجموعه باز است اگر و تنها اگر هیچ‌کدام از نقاط مرزی خود را شامل نشود و بر طبق تعریف دوم یک مجموعه باز است اگر و تنها اگر هر یک از نقاطش نقطه درونیش باشد. ثابت می‌شود که این دو تعریف معادلند.

### در توپولوژی
اگر X فضایی توپولوژیک با توپولوژی {\displaystyle {\mathcal {T}}} باشد، زیر مجموعه U از X را یک مجموعهٔ باز X خوانیم هرگاه U متعلق به {\displaystyle {\mathcal {T}}} باشد.

## قضیه‌ها
- اجتماع تعداد دلخواه از مجموعه‌های باز، باز است.
- اشتراک تعداد متناهی از مجموعه‌های باز، باز است.
- هر فضای توپولوژیک هم باز است و هم بسته.
- مجموعه تهی هم باز و هم بسته است.

## مثال‌ها
- بر خط حقیقی، بازهٔ (–۱ و ۳) یا مجموعهٔ اعداد حقیقی بین ۱– و ۳، باز است. زیرا دو نقطهٔ ۱– و ۳ که نقاط مرزی این مجموعه هستند عضو آن نمی‌باشند. همچنین تمام نقاط این مجموعه (بازه) نقاط درونی هستند.